# فتحية شاهين
فتحية شاهين (16 يونيو 1926  - 17 سبتمبر 2006)، ممثلة مصرية.
وهي شقيقة الممثلة إعتدال شاهين.

## أعمالها
- 1963: شباب طائش
- سجن العذارى
- غني حرب
- بنت باريز
- الحقيقة .. ذلك المجهول
- حسن وحسن
- قلوب دامية
- عنتر وعبلة
- القلب له واحد
- ضحايا المدينة
- أصحاب السعادة